# Wole Soyinka
Wole Soyinka (se prononce [wɔlé ʃójĩnká]), né le 13 juillet 1934 à Abeokuta au Nigeria, est un écrivain et metteur en scène nigérian. Lauréat du prix Nobel de littérature en 1986, il est le premier auteur noir à en être honoré. Artiste prolifique et éclectique, il a écrit de nombreuses pièces de théâtre, mais aussi des récits autobiographiques, des recueils de poèmes et de nouvelles, des romans, ainsi que des essais politiques et littéraires. Réputé pour la richesse de son imagerie poétique et la complexité de sa pensée, il compte parmi ses chefs-d'œuvre la tragédie anticolonialiste La Mort et l'Écuyer du roi (1975).

## Biographie
Après des études aux universités d'Ibadan et de Leeds, Wole Soyinka travaille au Royal Court Theatre de Londres. Par la suite, il fonde plusieurs troupes théâtrales au Nigéria dont « 1960, Masks drama troupe » et occupe de nombreux postes universitaires à Ibadan, Ife et Lagos.

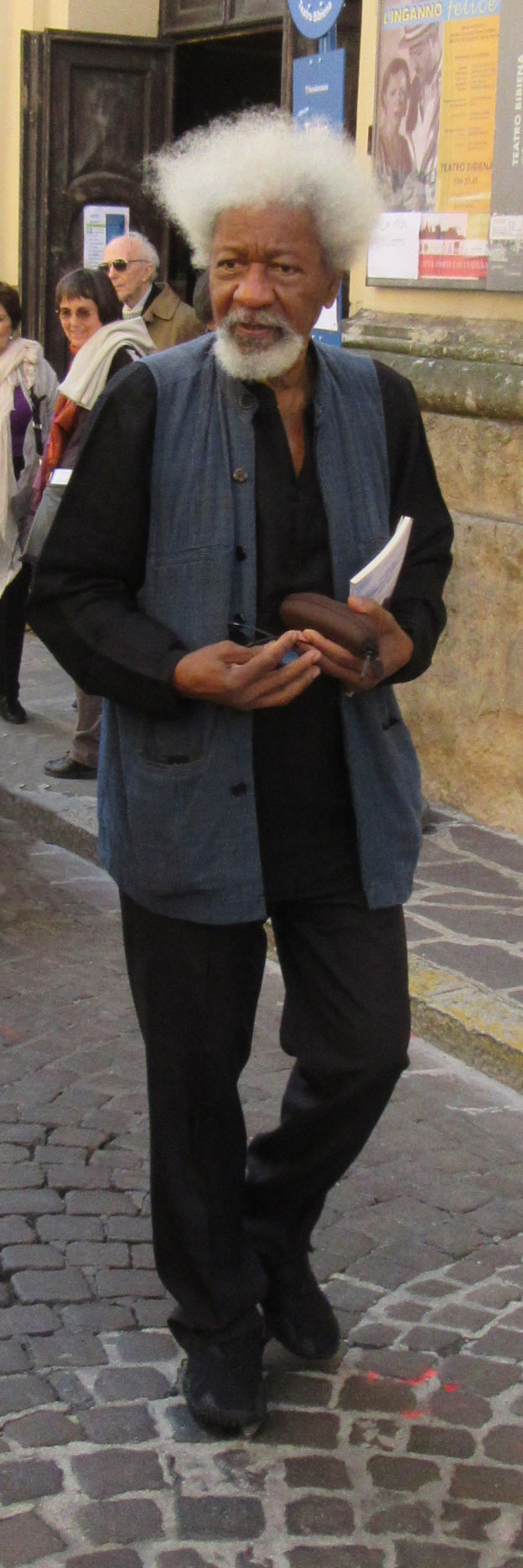
Soyinka, au de Mantoue, le 7 septembre 2019, à la sortie du Teatro Bibiena.

En 1952, Soyinka crée l'association « The Pyrate » à l'université d'Ibadan afin de combattre la mentalité coloniale. En 1961, il participe à la création du Mbari Club, un centre d’activités culturelles composé d’écrivains, d’artistes et de musiciens africains. En 1962, il oppose au célèbre concept de négritude, fondé par Aimé Césaire et repris par Léopold Sédar Senghor, le concept de « tigritude » à propos duquel il dira « qu'un tigre ne proclame pas sa tigritude. Il bondit sur sa proie et la dévore. » Il participe à une conférence controversée sur le sujet au sein de l'université Makerere (Ouganda), en 1962. L'auteur est emprisonné au Nigéria entre 1967 et 1969 pour avoir soutenu le mouvement d'indépendance du Biafra. Après sa libération, il reste au Nigéria et enseigne aux départements d'art dramatique d'Ife et Ibadan. Il voyage aussi à travers le monde pour mettre en scène ses pièces, donner des conférences et éditer des magazines littéraires comme Transition.
Au milieu des années 1970, alors qu'il est fellow au Churchill College de l'université de Cambridge, il écrit sa première tragédie sacrificielle, La Mort et l'Écuyer du roi, qui traite des questions du colonialisme, de l'interventionnisme et explore les limites du relativisme culturel, à travers un événement historique de l'histoire coloniale nigériane. L'auteur la met lui-même en scène en 1976 à Chicago et au Lincoln Center de New York en 1987.
En 1994, il est contraint à l'exil après avoir été condamné à mort par le gouvernement de Sani Abacha. Il ne peut rentrer au pays qu'après la mort du dictateur, en 1998. Il s'implique également au Parlement international des écrivains et a présidé la Communauté africaine de culture (CAC) à partir de 2006.
Le 25 septembre 2010, il annonce la création de son parti, le Democratic Front for a People's Federation (DFPF, Front démocratique pour une fédération des peuples), en vue des élections générales, prévues soit en janvier 2011, soit en avril 2011.
En 2014, il signe la préface d'une anthologie intitulée Africa39: New Writing d'Afrique du Sud du Sahara, mettant en avant 39 jeunes écrivains africains, dans le cadre du projet Africa39. L'Union internationale humaniste et éthique l'honore du prix de l'Humaniste international de l'année, mais, malade, il ne peut se rendre à la remise du prix au Congrès du monde humaniste à Oxford et se voit contraint d'envoyer une version enregistrée de son discours. Le 12 juin, il révèle dans une conférence de presse au Centre culturel d'Abeokuta, dans l'État d'Ogun, qu'il vient de sortir victorieux de sa lutte contre le cancer du côlon et qu'il souhaite mettre sa notoriété à profit pour encourager la prévention contre tout type de cancer.
À la suite de l'élection de Donald Trump à la présidence des États-Unis d'Amérique en 2017, Soyinka déchire sa carte verte en signe de protestation, renonçant ainsi au privilège du droit à la résidence permanente aux États-Unis alors qu'il y enseignait dans plusieurs universités, et se réinstalle alors au Nigéria. Interrogé sur son geste au Salon du Livre de Paris, il dénonce l'instrumentalisation d'une « vague de xénophobie latente qui existe dans toutes les sociétés » et compare la politique anti-migratoire de Trump aux expulsions d'étrangers perpétrées par le gouvernement nigérian pendant la crise du pétrole de 1983,.
En mars 2017, il est accueilli comme professeur au sein de la Faculté d'humanités de l'université de Johannesbourg.

## Son œuvre
Soyinka s'est essayé à toutes les formes d'écriture. Il rend compte de la complexité du continent africain dont il restitue, sur le plan littéraire, la grandeur ancestrale et « l'âme noire ». Son œuvre, polymorphe et occidentalisée, est essentiellement rédigée en anglais et s'inspire des mythes et du folklore yoruba dont il est issu. L'auteur a souvent recours à l'analepse et recherche dans sa prose un certain symbolisme. Parfois fragmentaire et sensible à l'expérimentation, son style s'enrichit d'intrigues remarquablement construites et mêle légende, fantaisie et noirceur. D'un pessimisme historique profond, ses textes tournent essentiellement autour du thème de la liberté bafouée et du concept de « viol des nations ».
Ses productions théâtrales combinent généralement la tradition du spectacle africain à l'art classique et moderne du théâtre occidental. Parmi ses pièces les plus connues, on compte notamment Le Lion et la perle (1959) qui dépeint la vie de villageois ordinaires sur un mode humoristique, La Danse de la forêt (1960), écrite en l'honneur de l'indépendance nigériane, la comédie Les Tribulations de frère Jéro (1960), La Route (1965) qui met en parallèle accidents de voiture et forces divines et la satire politique La Récolte de Kongi (1965). Suivent Un sang fort (1966) qui prend pour figure centrale le bouc émissaire, Fous et spécialistes (1970) qui évoque la guerre du Biafra, Bacchae (1973), transposition en Afrique des Bacchantes d'Euripide, La Métamorphose de Jero (1973) et La Mort et l'Écuyer du roi (1975). Opera Wonyosi (1981) s'inspire de L'Opéra de quat'sous de Bertolt Brecht.
Soyinka est aussi l'auteur de nombreux recueils de poésie et de romans comme Les Interprètes (1965), satire féroce de la société nigériane pleine d'humour et d'ironie. Une Saison d'anomie (1973) revisite quant à lui le mythe d'Orphée dans le cadre des massacres commis au Biafra durant les années 1960. On doit également à l'auteur un récit autobiographique : Aké, les années d'enfance (1981) et quelques études critiques telles que Mythes, littérature et le monde africain (1976) dans laquelle il expose ses théories artistiques et revient sur sa conception de la littérature africaine. 
En 2012, il a également prêté sa voix pour le documentaire de Ishaya Bako, qui relate l'histoire du mouvement Occupy Nigeria, engagé dans la lutte contre la corruption et la pauvreté.
En 2021, le premier tome de son autobiographie figure au programme de français des classes préparatoires scientifiques françaises et il publie son dernier gros roman, Chronicles from the Land of the Happiest People on Earth.

## Récompenses

### Prix Nobel de littérature
Wole Soyinka a été le premier auteur africain et la première personnalité noire à recevoir le prix Nobel de littérature, en 1986. L'Académie suédoise salue ainsi un « écrivain qui met en scène, dans une vaste perspective culturelle enrichie de résonances poétiques, une représentation dramatique de l'existence. » À propos de cette récompense, il déclare : « Il y a des gens qui pensent que le prix Nobel vous rend insensible aux balles, pour ma part, je ne l'ai jamais cru. »

### Prix Europe pour le Théâtre - Premio Europa per il Teatro
En 2017, il a reçu le Prix Spécial du Prix Europe pour le théâtre, à Rome, avec cette motivation :
Un Prix spécial est décerné à Wole Soyinka, écrivain, dramaturge et poète, Prix Nobel de littérature en 1986, qui a su créer par son œuvre un pont idéal entre l'Europe et l'Afrique (...) Avec son art et son engagement, Wole Soyinka a contribué à renouveler la vie culturelle africaine et a participé activement au dialogue entre l’Afrique et l’Europe, en abordant des thèmes politiques de plus en plus actuels et en apportant, en anglais, de la richesse et de la beauté à la littérature, au théâtre et aux essais en Europe et aux quatre coins du monde.

### Autres récompenses
- Prix Manhae de littérature, en 2005.
- Prix de l'Humaniste international de l'année 2014 décerné par l'Union internationale humaniste et éthique.

## Œuvres

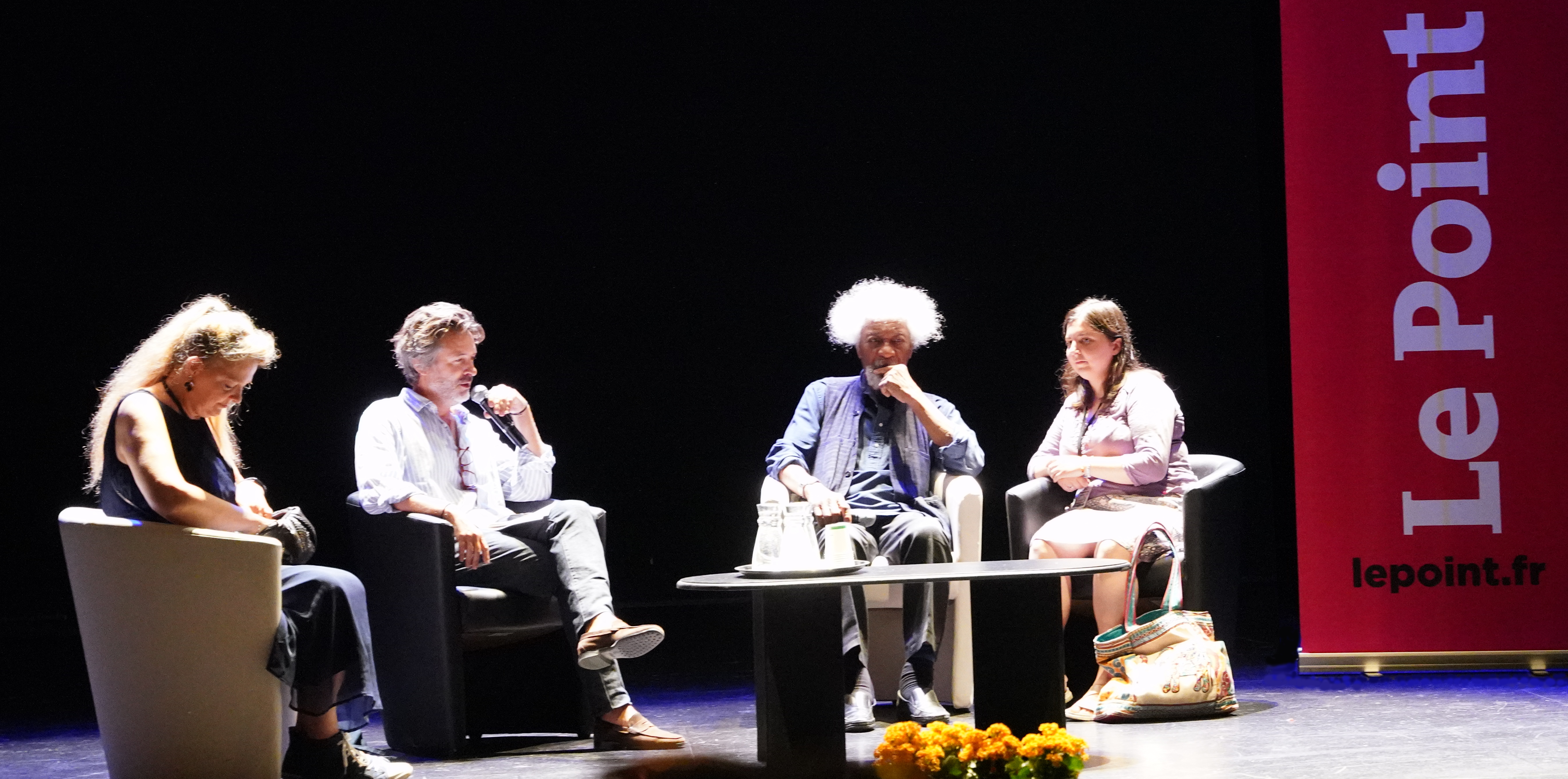
En 2023 au Livre sur la place avec Christophe Ono-dit-Biot.

### Théâtre
- Keffi's Birthday Treat (1954)
- The Invention (1957)
- The Swamp Dwellers (1958) Publié en français sous le titre Les Gens du marais, suivi de Un sang fort et de Les Tribulations de frère Jéro, Paris, P.J. Oswald, 1971 ; réédition, Paris, Harmattan, 1986
- The Lion and the Jewel (1959) Publié en français sous le titre Le Lion et la Perle, Yaoudé, Édition C.L.É., 1968
- The Trials of Brother Jero (1959) Publié en français sous le titre Les Tribulations de frère Jéro, précédé de Les Gens du marais, et de Un sang fort, Paris, P.J. Oswald, 1971 ; réédition, Paris, Harmattan, 1986
- A Dance of the Forests (1960) Publié en français sous le titre La Danse de la forêt, Paris, P.J. Oswald, 1971 ; réédition dans une nouvelle traduction sous le titre La Ronde de la forêt, Nancy, Presses universitaires de Nancy, 1991
- My Father's Burden (1960)
- The Strong Breed (1964) Publié en français sous le titre Un sang fort, précédé de Les Gens du marais, et suivi de Les Tribulations de frère Jéro, Paris, P.J. Oswald, 1971 ; réédition, Paris, Harmattan, 1986
- Before the Blackout (1964)
- Kongi's Harvest (1964) Publié en français sous le titre La Récolte de Kongi, Paris, Éditions Silex, 1988
- The Road (1965) Publié en français sous le titre La Route, Paris, Hatier, 1988
- Madmen and Specialists (1970) Publié en français sous le titre Fous et Spécialistes, Ivry, Éditions Nouvelles du Sud/Centre National des Lettres, 1993
- The Bacchae of Euripides (1973) Publié en français sous le titre Les Bacchantes d'Euripide: Rite de communion, Paris, Éditions Silex, 1989
- Camwood on the Leaves (1973) Publié en français sous le titre Du rouge sur les feuilles de cam, Ivry, Éditions Nouvelles du Sud/Centre National des Lettres, 1992
- Jero's Metamorphosis (1973) Publié en français sous le titre La Metamorphose de frère Jéro, Paris, Éditions Présence africaine, 1984
- Death and the King's Horseman (1975) Publié en français sous le titre La Mort et l'Écuyer du roi, Paris, Hatier, 1986
- Opera Wonyosi (1977)
- Requiem for a Futurologist (1983) Publié en français sous le titre Requiem pour un futurologue, Ivry, Éditions Nouvelles du Sud/Centre National des Lettres, 1993
- Sixty Six (1984)
- A Play of Giants (1984)
- From Zia with Love (1992)
- A Scourge of Hyacinths (1992), opéra Publié en français sous le titre La Barrière de jacinthes, Genève, Édition Zoé, 1999
- The Beatification of Area Boy (1996)
- Document of Identity (1999), pièce radiophonique
- King Baabu (2001) Publié en français sous le titre Baabou roi, Arles, Actes-Sud Papiers, 2005

### Romans
- The Interpreters (1964) Publié en français sous le titre Les Interprètes, Paris, Éditions Présence africaine, 1979
- Season of Anomy (1972) Publié en français sous le titre Une saison d'anomie, Paris, Belfond, 1987 ; réédition, Livre de poche no 9582, 1993
- Chronicles From The Land of The Happiest People on Earth, Pantheon Books, 2021 Publié en français sous le titre Chroniques du pays des gens les plus heureux du monde, 532 pages, Paris, Éditions du Seuil, 2023  (ISBN 978-2-02-149788-5)

### Recueils de nouvelles
- A Tale of Two (1958)
- Egbe's Sworn Enemy (1960)
- Madame Etienne's Establishment (1960)

### Récits autobiographiques
- The Man Died: Prison Notes (1971) Publié en français sous le titre Cet homme est mort, Paris, Belfond, 1986
- Aké: The Years of Childhood (1981) Publié en français sous le titre Aké, les années d'enfance, Paris, Belfond, 1984 ; réédition, Livre de poche no 9561, 1993
- Ibadan: The Penkelemes Years: a memoir 1946-65 (1989) Publié en français sous le titre Ibadan, les années pagaille. Mémoires : 1946-1965, Arles, Actes Sud, 1997
- Isara: A Voyage around Essay (1990) Publié en français sous le titre Isara : périple autour de mon père, Paris, Belfond, 1993
- You Must Set Forth at Dawn (2006) Publié en français sous le titre Il te faut partir à l'aube, Arles, Actes Sud, 2007

### Recueils de poésie
- Idanre and other poems (1967)
- A Big Airplane Crashed Into The Earth (ou Poems from Prison) (1969)
- A Shuttle in the Crypt (1971)
- Ogun Abibiman (1976) Publié en français sous le titre Cycles sombre, recueil français composé à partir de Idanre and other poems, A Shuttle in the Crypt et Ogun Abibiman, Paris, Silex, 1987
- Myth, Literature and the African World (1976)
- Mandela's Earth and Other Poems (1988) Publié en français sous le titre La Terre de Mandela, Paris, Belfond, 1989
- Early Poems (1997)
- Samarkand and Other Markets I Have Known (2002)

### Essais
- (en) Towards a True Theater  (1962)
- (en) Culture in Transition (1963)
- (en) Neo-Tarzanism: The Poetics of Pseudo-Transition
- (en) Art, Dialogue, and Outrage: essays on literature and culture [« Art, Dialogue et Scandale : essais sur la littérature et sur la culture »], Ibadan, New Horn Press, juillet 1988, 374 p.  (ISBN 978-9782266187)
- (en) From Drama and the African World View (1976)
- (en) The Credo of Being and Nothingness [« Le Credo de l'Être et du Néant »], Ibadan, Spectrum Books Limited, Sunshine House, Oluyole Estate, 1991, 48 p.  (ISBN 9789782461186)
- (en) The Burden of Memory – The Muse of Forgiveness [« Le Fardeau de la mémoire – La Muse du pardon »], New York, Oxford University Press, 1999, 224 p.  (ISBN 0195134281 et 9780195134285)
- (en) Of Africa [« De l'Afrique »], New Haven, Yale University Press, 2012, 99 p.  (ISBN 0300140460 et 9780300140460)

### Opéra
- 1994, 1999 (en entier), sur une musique de Tania León, Le Maléfice des jacinthes (A Scourge of Hyacinths) est le premier opéra dont le livret soit tiré d'une pièce de Wole Soyinka

## Production théâtrale francophone

### En France
- 1971 : Les Anges meurtriers de Conor Cruise O'Brien, mise en scène Joan Littlewood, Théâtre de Chaillot (en tant que comédien)[23]
- 1977 : Un sang fort, mise en scène Jean-Luc Jeener
- 1986 : La Métamorphose de Frère Jéro, mise en scène Wole Soyinka
- 2016 : Baabou Roi, mise en scène Fabien Bassot
- 2017 : Baabou Roi, mise en scène Philippe Zarch

### Au Sénégal
- 2008 : La Mort et l'Écuyer du roi, au Théâtre national Daniel-Sorano de Dakar[24]

### Filmographie
- Wole Soyinka poète citoyen : Nigéria juillet et novembre 1989, film de Bankolé Bello, produit en 1990 par 5 Continents, la Sept, FR3, BB film and Video, Ateliers de Diffusion Audiovisuelle et 5 Continents, 52 min (VHS)